# Galéran IV de Meulan
Pour les articles homonymes, voir Galéran de Beaumont.
Galéran de Meulan (1104 – 9 avril 1166, Préaux), seigneur de Beaumont-le-Roger et de Gournay-sur-Marne, comte de Meulan (à partir de 1118), vicomte d'Évreux et 1er comte de Worcester (1138), fut un noble franco-normand proche des rois d'Angleterre Henri Ier et Étienne et du roi de France Louis VII.

## Biographie

### Sous le règne d'HenriIerd'Angleterre
Il est le fils de Robert de Beaumont († 1118), comte de Meulan et 1er comte de Leicester, et d'Élisabeth de Vermandois († 1131), fille d'Hugues le Grand. Il est le frère jumeau de Robert II de Beaumont surnommé « le Bossu », et le demi-frère utérin de Guillaume III de Warenne, le 3e comte de Surrey. On ne sait s'ils étaient de vrais jumeaux, mais Galéran semble être l'aîné, car il hérite des possessions de sa mère à Elbeuf, et il a le contrôle des mariages de ses sœurs.
Adolescents, les deux frères sont adoptés par la cour royale peu après la mort de leur père (1118). Le roi confie leurs terres à un groupe de gardiens, notamment leur beau-père Guillaume II et Néel d'Aubigny. Ils accompagnent le roi Henri Ier Beauclerc en Normandie, à l'occasion d'une rencontre avec le pape Calixte II, en 1119. Les deux frères engagèrent un débat philosophique avec les cardinaux, preuve de leur haute éducation sous la tutelle d'Henri.
En 1120, les jumeaux sont adoubés et reçoivent leur héritage conformément aux vœux de leur père. Galéran reçoit le stratégique comté de Meulan en Vexin français ainsi que les honneurs normands de Beaumont, Brionne, Pont-Audemer et Vatteville et leurs châteaux. En Angleterre, il acquiert des domaines dans le Dorset et à Winchester générant annuellement un revenu d'à peu près 140 £. Il est donc à la fois vassal du roi de France et du roi d'Angleterre. Quant à son frère jumeau et cadet Robert, il reçoit les possessions anglaises et le titre de comte de Leicester. Ils deviennent rapidement les principaux conseillers du roi, et leur sœur Isabelle devient sa maîtresse.
Fin 1122 ou début 1123, Galéran prend part à la rébellion menée par Amaury III de Montfort, comte d'Évreux, pour le compte de Guillaume Cliton. Ce dernier, en tant que fils de l'ancien duc Robert Courteheuse, revendique le duché de Normandie. La participation du comte de Meulan étonne car comme son père, il a témoigné jusque-là d'une fidélité sans faille pour le roi d'Angleterre. Notamment, il n'a pas participé à la précédente révolte des barons contre Henri Ier en 1118-1119. Pour David Crouch, Galéran se laisse peut-être dominé par son désir de gloire militaire,. Le duc-roi débarque donc en Normandie, et s'empare du château de Pont-Audemer après un court siège. Galéran, ses trois beaux-frères et Amaury de Montfort s'enferment dans le château de Vatteville, près de la Seine. Ils le quittent en mars 1124 pour se rendre à Beaumont-le-Roger mais un fidèle du roi, Ranulph le Meschin, 3e comte de Chester, leur tend une embuscade sur la route, près de Bourgtheroulde, le 25 mars 1124. Tous sont capturés sauf Amaury et Guillaume Louvel qui parviennent à s'enfuir. Henri Ier condamne Galéran et ses deux beaux-frères, Hugues III de Montfort et Hugues de Neufchâtel, à l'emprisonnement. Dépouillé de ses possessions normandes, le comte de Meulan est détenu pendant cinq ans, d’abord à la tour de Rouen puis en Angleterre à Bridgnorth et Wallingford, parfois attaché à des chaînes,.
Il est soudainement libéré et restauré dans la faveur royale en 1129. Une des raisons possibles à ce revirement d'attitude d'Henri Ier est peut-être le besoin d'hommes sûrs pouvant convaincre les barons sceptiques d'accepter sa fille Mathilde comme successeur. Une autre explication pourrait-être qu'il a été convaincu par Isabelle, la sœur de Galéran, sa maîtresse qui a porté l'un de ses nombreux bâtards. Tout le restant de règne du roi, Galéran est régulièrement présent à sa cour et jouit pleinement de sa confiance.
Les deux frères étaient présents au chevet de son lit de mort. La succession est promise à Mathilde l'Emperesse, la fille du roi, mais Étienne de Blois usurpe le trône en prétendant que le roi a changé d'avis en ses derniers instants.

### Guerre civile
Il s'ensuit une guerre civile pour la couronne d'Angleterre qui prend forme en 1138 et s'accentue avec le débarquement en Angleterre de Mathilde l'Emperesse. Les deux frères prennent alors parti pour Étienne d'Angleterre en échange d'un don important de terres et du mariage de Galéran avec Mathilde, l'une des filles du roi (âgée seulement de deux ans et qui mourra avant d'être mariée). Les concessions du roi sont les villes de Worcester et Droitwich, ainsi que tous les domaines royaux du Worcestershire.
Avec ses terres importantes et ses contacts politiques en Normandie et en Île-de-France, Galéran joue un rôle central en essayant d'obtenir l'allégeance des Normands à Étienne de 1136 à 1139. Apparemment, c'est à lui que le roi confie la défense du duché face aux prétentions de Geoffroy V d'Anjou, l'époux de Mathilde l'Emperesse, et donc le gendre d'Henri Ier,. Il repousse deux offensives de ce dernier et fait prisonnier Roger III de Tosny, partisan des Angevins dans une bataille près d'Acquigny le 3 octobre 1136,. Au printemps 1137, Étienne est en visite dans un duché pacifié, et il le récompense en lui donnant la garde du comté d'Évreux et la vicomté de la ville.
Il est de retour en Angleterre en 1137, alors que la Normandie est dorénavant sous contrôle. En novembre, il est envoyé pour repousser une invasion écossaise et vient soulager la garnison du château de Wark qui était assiégée. Il est de nouveau dans le duché au printemps 1138 pour combattre des soulèvements, principalement celui de Robert, le comte de Gloucester, fils illégitime d'Henri Ier, et donc demi-frère de Mathilde l'Emperesse. Il accomplit sa mission avec succès, ravageant les domaines du comte Robert et mettant fin aux exactions de la famille de Tosny. Il retraverse la Manche à la fin de l'année, pour être fait comte de Worcester en décembre 1138.
La position de Galéran et de son frère Robert à la cour d'Angleterre s'apparente à un statut de favoris du roi. Leur position est renforcée cette même année 1138 par la défection de Robert de Gloucester, fils illégitime d'Henri Ier, au profit de Mathilde l'Emperesse et de son mari. Le clan des Beaumont-Meulan se heurte rapidement à une autre faction puissante : celle formée autour du justicier Roger, évêque de Salisbury. Roger fait partie des conseillers d'Henri Ier qu'Étienne a dû maintenir pour porter à son tour la couronne d'Angleterre. Son fils occupe la charge de chancelier. Ses neveux sont les évêques de Lincoln et d'Ely. Selon les Gesta Stephani, les frères jumeaux convainquent le roi d'abattre le parti de l'évêque de Salisbury. En juin 1139, la cour royale réunie à Oxford ordonne l'arrestation des évêques et la saisie de leurs châteaux et de leurs charges. Roger et son fils meurent peu après tandis que son neveu Alexandre de Lincoln peut recouvrer sa chaire épiscopale mais pas ses forteresses. Étienne d'Angleterre choisit comme nouveau chancelier Philippe d'Harcourt, un proche de Galéran de Meulan. Le parti des jumeaux triomphe donc auprès du roi.
Mathilde l'Emperesse débarque dans le Sussex fin septembre 1139, et la guerre civile éclate véritablement en Angleterre. Le 7 novembre, Robert, le comte de Gloucester, attaque Worcester, la détruisant en partie et emportant un large butin. Le 13 novembre, Galéran reprend la ville faisant de nombreux prisonniers[réf. nécessaire]. En représailles, au printemps suivant il ravage des possessions de son ennemi : la ville de Tewkesbury et la vallée d'Evesham. Il combat avec énergie dans le Worcestershire et le Gloucestershire, là où les combats sont les plus féroces.
En 1141, il commande pour Étienne à la bataille de Lincoln, où le roi est fait prisonnier. Il réussit à s'enfuir. Après plusieurs mois de résistance, en septembre 1141 à la suite de nombreux officiers de la cour et de barons anglais, Galéran abandonne la cause du roi pour embrasser la cause de l'Emperesse. Ce revirement est d'autant plus urgent qu'en Normandie l'avance des Angevins menace ses terres. Le comte de Meulan part pour le duché, et ne remet plus les pieds en Angleterre. Pourtant ses possessions lui sont confirmées. Il est accueilli par son nouveau suzerain, le comte d'Anjou Geoffroy Plantagenêt. Pour prix de sa soumission, ce dernier lui remet le château de Montfort-sur-Risle, soit une nouvelle forteresse dans la vallée de la Risle. Fin 1141 début 1142, alors âgé de 37 ans, il épouse Agnès (1123-1181), âgée de 19 ans, fille du défunt comte d'Évreux Amaury III de Montfort qui lui apporte comme dot l'honneur de Gournay-sur-Marne et 30 £ de revenus de l'honneur de Gravenchon.

### Fin de carrière
Il est bien accueilli par les Angevins, étant un guerrier et un leader reconnu, d'une lignée prestigieuse et riche. Il aide notamment Geoffroy Plantagenêt à soumettre Rouen, la capitale ducale (1144). Le comte d'Anjou devient ainsi duc de Normandie. Pourtant, d'après Robert de Torigni, Geoffroy Plantagenêt ne lui fit jamais confiance.
Le comte de Meulan est absent de France de 1144 à 1145, car il est avec son épouse en pèlerinage à Saint-Jacques de Compostelle, et dès son retour il fonde une chapelle Saint-Jacques dans son château de Meulan. À peine revenu, il s'engage dans la désastreuse deuxième croisade aux côtés du roi de France Louis VII, de l'empereur Conrad III et de Guillaume III de Warenne, comte de Surrey. Il est peu probable qu'il fasse partie de l'expédition collatérale qui aide le roi du Portugal, Alphonse Ier à prendre Lisbonne aux Maures.
De retour en 1149, l'ancien favori d'Étienne d'Angleterre est peu à peu exclu du pouvoir en Normandie. Son influence décline avec la venue à maturité d'Henri Plantagenêt, le fils de Mathilde l'Emperesse et de Geoffroy Plantagenêt. En 1153, il est capturé par son neveu Robert de Montfort sur volonté d'Henri Plantagenêt, qui l'emprisonne au château d'Orbec. Il semble qu'Henri reproche à Galéran d'être trop proche du roi de France Louis VII. La même année, son titre de comte de Worcester et ses possessions anglaises lui sont confisqués, et contrairement à son frère, il n'y a pas de place pour lui après l'accession d'Henri Plantagenêt au trône d'Angleterre en 1154.
Il est toujours proche de Louis VII, mais est particulièrement vulnérable dans le conflit entre les deux souverains. En 1160, il accompagne Louis VII dans une campagne dans le Vexin, et en représailles toutes ses terres normandes et ses châteaux sont confisqués (dont ceux de Pont-Audemer et Beaumont-le-Roger) mais ils lui sont restitués en 1162.
Il est inactif le reste de sa vie. Il tombe malade au printemps 1166 et se fait moine à Préaux. Il meurt quelques jours plus tard, probablement le 9 avril. Il est inhumé, comme son père, dans la salle capitulaire de l'abbaye familiale.
Son fils Robert lui succède sauf pour l'honneur de Gournay qui reste en la possession de sa veuve puis passe à son fils cadet Amaury.

### Portrait
Dans sa Chronique, Robert de Torigni, qui vécut à la même époque, dit de Galéran qu'il était « le seigneur le plus grand, le plus riche, le mieux allié de Normandie ». Pour ses contemporains c'était un homme qui inspirait le respect et dont on faisait l'éloge. Par ailleurs, plusieurs preuves attestent de sa haute culture. Geoffroy de Monmouth dédicace entre autres son Histoire des rois de Bretagne à Galéran. Guillaume de Malmesbury raconte que le comte de Meulan était aussi poète. Enfin, en 1119, le pape Calixte II fut étonné par la maîtrise de la dialectique chez son frère et lui.
Il se montre un grand fondateur de monastères. Il installe les abbayes cisterciennes de Bordesley (en) (Worcestershire) en 1138, peut-être pour marquer sa nomination de comte de Worcester ; et le Valasse (Normandie) vers 1150. Il est d'ailleurs un ami du pape cistercien Eugène III. Il fonde aussi le prieuré bénédictin à Gournay-sur-Marne, non loin de Paris. L'abbaye familiale de Préaux, près de Pont-Audemer, l'accueillit dans ses derniers jours.

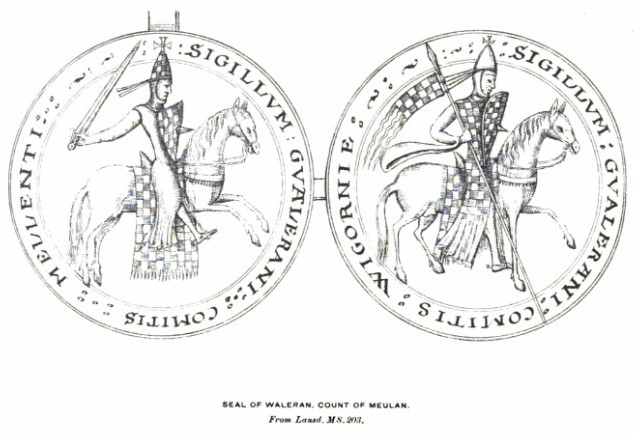
Sceau biface de Galeran IV de Meulan, usage avéré en 1139/1140. Dessin publié en 1894.

Le personnage est parfois décrit comme un intrigant et un politicien irréfléchi. Orderic Vital, contemporain de l'homme, abonde dans ce sens. Décrivant la rébellion de 1123-1124, il présente Galéran avec les défauts de sa jeunesse (il a à peine 20 ans) : irréfléchi, intrépide, bouillant. Le moine rappelle aussi sa cruauté : en mars 1124, Galéran capture plusieurs paysans qui coupaient du bois frauduleusement dans sa forêt de Brotonne. En punition, il les estropie. Mais son relatif échec politique et sa mise à l'écart finale doivent aussi être recherchés dans la situation délicate de Galéran, à la fois vassal du roi de France, du duc de Normandie et du roi d'Angleterre.
Avec Gilbert de Clare, Galéran est le plus ancien baron anglo-normand dont on possède les armes héraldiques. En effet, son sceau daté de 1139/1140 est l'un des premiers sceaux équestres armorié, ce qui constitue une étape importante dans le processus de naissance des armoiries.

## Familles et descendance
En 1136, il épousa Mathilde (Mahaut) de Blois († v. 1140), fille d'Étienne, roi d'Angleterre, et de Mathilde de Boulogne, comtesse de Boulogne. Ce mariage ne donnera pas de descendants, Mathilde étant morte à l'âge de six ans.
Il se remarie en 1141 à Agnès de Montfort (v. 1123 – 15 décembre 1181), fille de Amaury III de Montfort, comte de Monfort-l'Amaury et comte d'Évreux, et d'Agnès de Garlande. Pour son mariage, son frère Amauri IV lui donne l'honneur de Gournay-sur-Marne. Ils ont pour descendance connue :
1. Robert II de Meulan († 1204), comte de Meulan. Marié à Mathilde de Cornouailles ;
2. Isabelle de Meulan († 10 mai 1220), mariée vers 1161 à Geoffroy III de Mayenne, seigneur de Mayenne, puis vers 1170 à Maurice II de Craon. Elle est la mère de Juhel III de Mayenne ;
3. Amaury Ier de Meulan († v. 1180[23]), seigneur de Gournay-sur-Marne[3] et La Queue-en-Brie. Il épousa dame Adèle (Alix ou Aélis) de Luzarches, veuve de Mathieu II, comte de Beaumont-sur-Oise ;
4. Roger de Meulan, vicomte d'Évreux jusqu'en 1204, épousa dame Élisabeth d'Aubergenville ;
5. Galéran de Meulan, chanoine à Rouen ;
6. Étienne de Meulan ;
7. Hugues de Meulan, seigneur de Blinchefeld ;
8. Marie de Meulan, mariée à Hugues Talbot, baron de Cleuville, seigneur de Hotot-sur-Mer ;
9. Amice de Meulan, mariée à Henri, sire de Ferrières.